# Miramont-de-Guyenne
Miramont-de-Guyenne település Franciaországban, Lot-et-Garonne megyében. Lakosainak száma 3082 fő (2022. január 1.). Miramont-de-Guyenne Peyrière, Montignac-Toupinerie, Armillac, Lavergne, Puysserampion, Roumagne, Saint-Pardoux-Isaac és Seyches községekkel határos.

## Népesség
A település népességének változása:
| Lakosok száma | 3744 | 3692 | 3450 | 3241 | 3228 | 3182 | 3154 | 3092 | 3087 | 3082 |
|               | 1968 | 1982 | 1990 | 2006 | 2013 | 2015 | 2017 | 2019 | 2020 | 2022 |